# ISO 3166-2:SE

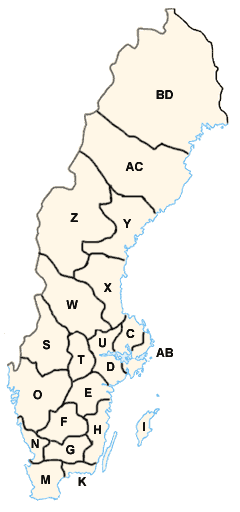
Mapa da Suécia e seus condados.

ISO 3166-2:SE é um padrão ISO que define códigos geográficos. É uma subdivisão do ISO 3166-2, que se aplica à Suécia. Cobre todos os 21 condados, ou län. A primeira parte do código é ISO 3166-1, código SE. A segunda parte do código, usada domesticamente, é um dígito alfabético, com a exceção de três casos, em que são dois dígitos alfabéticos.
A ordem é baseada em um "caminho" geográfico, começando em Estocolmo e percorrendo no sentido horário os condados do sul da Suécia e finalmente chegando aos condados do norte.

## Códigos
| SE-AB | Estocolmo       |
| SE-AC | Västerbotten    |
| SE-BD | Norrbotten      |
| SE-C  | Uppsala         |
| SE-D  | Södermanland    |
| SE-E  | Östergötland    |
| SE-F  | Jönköping       |
| SE-G  | Kronoberg       |
| SE-H  | Kalmar          |
| SE-I  | Gotland         |
| SE-K  | Blekinge        |
| SE-M  | Skåne           |
| SE-N  | Halland         |
| SE-O  | Västra Götaland |
| SE-S  | Värmland        |
| SE-T  | Örebro          |
| SE-U  | Västmanland     |
| SE-W  | Dalarna         |
| SE-X  | Gävleborg       |
| SE-Y  | Västernorrland  |
| SE-Z  | Jämtland        |

| Blekinge        | SE-K  |
| Dalarna         | SE-W  |
| Gotland         | SE-I  |
| Gävleborg       | SE-X  |
| Halland         | SE-N  |
| Jämtland        | SE-Z  |
| Jönköping       | SE-F  |
| Kalmar          | SE-H  |
| Kronoberg       | SE-G  |
| Norrbotten      | SE-BD |
| Skåne           | SE-M  |
| Estocolmo       | SE-AB |
| Södermanland    | SE-D  |
| Uppsala         | SE-C  |
| Värmland        | SE-S  |
| Västerbotten    | SE-AC |
| Västernorrland  | SE-Y  |
| Västmanland     | SE-U  |
| Västra Götaland | SE-O  |
| Örebro          | SE-T  |
| Östergötland    | SE-E  |